# Red Wings de Rochester
Les Rochester Red Wings sont une équipe de ligue mineure de baseball basée à Rochester (New York). Affiliés à la formation de MLB des Twins du Minnesota depuis 2003, les Red Wings jouent au niveau Triple-A en International League et évoluent depuis 1997 au stade Frontier Field (10 840 places). Ils jouèrent au Red Wing Stadium entre 1929 et 1996.

## Histoire
Les racines de l'équipe actuelle remontent à 1899 avec la création des Bronchos de Rochester qui deviennent les Hustlers de Rochester entre 1912 et 1920, puis les Colts de Rochester en 1921 et le Tribe de Rochester de 1922 à 1927. En 1928, la formation de Rochester adopte définitivement le surnom des Red Wings.

## Palmarès
- Champion de l'International League : 1899, 1901, 1909, 1910, 1911, 1928, 1929, 1930, 1931, 1939, 1952, 1955, 1956, 1964, 1971, 1974, 1988, 1990 et 1997.
- Finaliste de l'International League : 1933, 1934, 1950, 1953, 1960, 1961, 1982, 1986, 1993, 1996 et 2006